# Чайкино (Симферопольский район)
Ча́йкино (до 1948 года Чуйке́; укр. Чайкине, крымскотат. Çüyke, Чюйке) — село в Симферопольском районе Крыма (согласно административно-территориальному делению Украины входит в состав Первомайского сельского совета Автономной Республики Крым, согласно административно-территориальному делению РФ — в Первомайском сельском поселении Республики Крым).

## Современное состояние
В Чайкино 10 улиц, площадь, занимаемая селом, 52 гектара, на которой в 383 дворах, по данным сельсовета на 2009 год, числилось 978 жителей, работает комбинат «Крымская Роза», есть муниципальное бюджетное общеобразовательное учреждение «Чайкинская школа», ФАП, храм Иова Почаевского.

## География
Расположено в центральной части района, примерно в 20 километрах (по шоссе) к северу от Симферополя, на левом берегу речки Чуюнчи, правого притока Салгира, высота центра села над уровнем моря 150 м. Соседние сёла: ниже по Чююнче Чайкино соприкасается с Первомайским, выше по долине в 700 м — село Урожайное.

## История
В Крымском ханстве деревня Чуйке административно входила в Чоюнчинский Бешпаре кадылык Акъмечетского каймаканства, что записано в Камеральном Описании Крыма 1784 года. После присоединения Крыма к России (8) 19 апреля 1783 года, (8) 19 февраля 1784 года, именным указом Екатерины II сенату, на территории бывшего Крымского Ханства была образована Таврическая область и деревня была приписана к Симферопольскому уезду. После Павловских реформ, с 1796 по 1802 год, входила в Акмечетский уезд Новороссийской губернии. По новому административному делению, после создания 8 (20) октября 1802 года Таврической губернии, Чуйке было включено в состав Кадыкойскои волости Симферопольского уезда.
Согласно Ведомости о всех селениях в Симферопольском уезде состоящих с показанием в которой волости сколько числом дворов и душ… от 9 октября 1805 года в деревне Чуйке числилось 18 дворов и 113 жителей — исключительно крымских татар. На военно-топографической карте генерал-майора Мухина 1817 года в Шуйке указано наличие 14 дворов. После реформы волостного деления 1829 года Чуйке, согласно «Ведомости о казённых волостях Таврической губернии 1829 года», передали из Кадыкойской волости в состав Сарабузской. На карте 1836 года в деревне 15 дворов. Затем, видимо, вследствие эмиграции крымских татар в Турцию, деревня опустела и на карте 1842 года Чуйке обозначен условным знаком «малая деревня», то есть, менее 5 дворов.
В 1860-х годах, после земской реформы Александра II, деревня осталась в составе преобразованной Сарабузской волости. В «Списке населённых мест Таврической губернии по сведениям 1864 года», составленном по результатам VIII ревизии 1864 года, Чуйке — владельческая татарская деревня с 1 двором, 5 жителями и мечетью при речкѣ Чуюнчѣ (на трёхверстовой карте 1865—1876 года в деревне Чуйке уже 8 дворов). В «Памятной книге Таврической губернии 1889 года» по результатам Х ревизии 1887 года записан Чуйке с 14 дворами и 67 жителями.
После земской реформы 1890-х годов Чуйке отнесли к Подгородне-Петровской волостии. По «…Памятной книжке Таврической губернии на 1892 год» в деревне Чуйке, входившей Сарабузское сельское общество, числилось 18 жителей в 3 домохозяйствах. По «…Памятной книжке Таврической губернии на 1902 год» в деревне Чуйке, входившей в Сарабузское сельское общество, числилось 16 жителей в 3 домохозяйствах. В Статистическом справочнике Таврической губернии 1915 года в Подгородне-Петровской волости Симферопольского уезда числится экономия «Чуйке и Тегеш».
Описывая гидрографию предгорного Крыма, Николай Рухлов, в труде «Обзор речных долин горной части Крыма» 1915 года, замечает, что до вырубки лесов в верховьях река Маленькая(Чуюнчи) до середины XIX века была гораздо более полноводна и даже в её низовьях, недалеко от впадения в Салгир, у деревни Чуйке, выращивались поливные сады.
После установления в Крыму Советской власти, по постановлению Крымревкома от 8 января 1921 года была упразднена волостная система и село включили в состав вновь созданного Сарабузского района Симферопольского уезда, а в 1922 году уезды получили название округов. 11 октября 1923 года, согласно постановлению ВЦИК, в административное деление Крымской АССР были внесены изменения, в результате которых был ликвидирован Сарабузский район и образован Симферопольский и село включили в его состав. Согласно Списку населённых пунктов Крымской АССР по Всесоюзной переписи 17 декабря 1926 года, в совхозе Чуйке, в составе упразднённого к 1940 году, Чуюнчинского сельсовета (в котором село состоит всю дальнейшую историю) Симферопольского района, числилось 5 дворов, население составляло 42 человека. В национальном отношении учтено: 26 русских, 6 украинцев, 1 татарин, 4 немца, 2 грека, 1 эстонец, 2 записаны в графе «прочие».
В 1944 году, после освобождения Крыма от фашистов, 12 августа 1944 года было принято постановление № ГОКО-6372с «О переселении колхозников в районы Крыма» и в сентябре 1944 года в район приехали первые новоселы (214 семей) из Винницкой области, а в начале 1950-х годов последовала вторая волна переселенцев из различных областей Украины. С 25 июня 1946 года Чуйке в составе Крымской области РСФСР. Указом Президиума Верховного Совета РСФСР от 18 мая 1948 года, Чуйке переименовали в Чайкино. 26 апреля 1954 года Крымская область была передана из состава РСФСР в состав УССР.
Указом Президиума Верховного Совета УССР «Об укрупнении сельских районов Крымской области», от 30 декабря 1962 года Симферопольский район был упразднён и село присоединили к Бахчисарайскому. 1 января 1965 года, указом Президиума ВС УССР «О внесении изменений в административное районирование УССР — по Крымской области», вновь включили в состав Симферопольского. В 1968 году Комбинат «Крымская Роза» запустил в Чайкино завод по производству натуральной косметики. Решением Крымского областного Совета депутатов трудящихся от 7 февраля 1972 года № 69 село включено в состав Первомайского сельсовета. По данным переписи 1989 года в селе проживало 1000 человек. С 12 февраля 1991 года село в восстановленной Крымской АССР, 26 февраля 1992 года переименованной в Автономную Республику Крым. С 21 марта 2014 года — в составе Республики Крым России.

## Население
| 2001 | 2014  |
| ---- | ----- |
| 962  | ↗1051 |

Всеукраинская перепись 2001 года показала следующее распределение по носителям языка
| Язык             | Процент |
| ---------------- | ------- |
| русский          | 84,3    |
| украинский       | 12,79   |
| крымскотатарский | 2,39    |

### Динамика численности
| - 1805 год — 113 чел. - 1864 год — 5 чел. - 1887 год — 74 чел. - 1892 год — 18 чел. - 1902 год — 16 чел. | - 1926 год — 42 чел.. - 1989 год — 1000 чел. - 2001 год — 962 чел. - 2001 год — 978 чел. - 2014 год — 1051 чел. |